# Fußball in Polen
Der Fußball in Polen ist die populärste Sportart des Landes.

## Verband

Logo des polnischen Fußballverbandes

Der polnische Fußballverband (Polski Związek Piłki Nożnej, kurz PZPN) wurde 1919, kurz nach der Gründung der Zweiten Polnischen Republik infolge des Versailler Vertrages, ins Leben gerufen. Seit 1923 ist der Verband Mitglied der FIFA.

## Nationalmannschaft
Die polnische Fußballnationalmannschaft bestritt ihr erstes Länderspiel 1921 gegen Ungarn und ihre erste Teilnahme bei einem internationalen Turnier bei der Fußball-Weltmeisterschaft 1938 in Frankreich, blieb aber lange Zeit danach relativ erfolglos.
In den 1970er und 1980er Jahren gehörte die polnische Nationalmannschaft zu den besten Teams der Welt. Sie erreichte sowohl bei der Fußball-Weltmeisterschaft 1974 in Deutschland als auch 1982 in Spanien den dritten Platz sowie bei den Weltmeisterschaften 1978 und 1986 die zweite Hauptrunde. Bei den Olympischen Spielen 1972 gewann sie die Goldmedaille und 1976 Silber. Herausragende Spieler waren in dieser Zeit Grzegorz Lato, Zbigniew Boniek, Kazimierz Deyna, Robert Gadocha, Władysław Żmuda und Andrzej Szarmach.
Bei den Olympischen Spielen 1992 in Barcelona konnte Polen erneut eine Silbermedaille erringen. Für eine Weltmeisterschaft gelang erst 2002 wieder die Qualifikation, allerdings schied Polen bereits in der Vorrunde aus. Für die Weltmeisterschaft 2006 in Deutschland schaffte Polen die Qualifikation als einer der besten Gruppenzweiten, knapp hinter England, aber deutlich vor Österreich, ohne in die Relegation zu müssen. In der Vorrunde traf Polen auf Deutschland, Costa Rica und Ecuador, schied aber wieder als Drittplatzierter in der Vorrunde aus.
In der FIFA-Weltrangliste wird die Nationalmannschaft auf Rang 23 geführt (Stand: April 2023).
Für eine Fußball-Europameisterschaft hat sich Polen erstmals für 2008 qualifiziert, wo man in der Vorrunde ausschied. Bei der EM 2016 scheiterte Polen im Viertelfinale am späteren Europameister Portugal.
Außerdem gibt es mehrere Jugendnationalmannschaften, welche von der U-15 bis zur U-21 gehen. Es existiert auch eine U-23-Auswahl, welche im Gegensatz zu den anderen Juniorenteams relativ unbedeutsam ist, weil hier lediglich Spieler eingesetzt werden, welche das Alter von 21 Jahren bereits überschritten haben. Außerdem finden keine Turniere auf U-23-Ebene statt.

## Fußball-Europameisterschaft 2012
Polen richtete gemeinsam mit der Ukraine die Endrunde der Fußball-Europameisterschaft 2012 aus. Damit war die polnische Nationalmannschaft als Gastgeber automatisch qualifiziert und nahm zum zweiten Mal an einer Endrunde teil. Die Spiele in Polen wurden in Warschau, Danzig, Posen und Breslau ausgetragen. In Warschau, Breslau und Danzig wurden neue Stadien errichtet.

## Profifußball

Logo der Ekstraklasa

Logo der 1. Liga

Logo der 2. Liga

Die höchste polnische Fußballliga heißt Lotto Ekstraklasa. Einen Ligabetrieb gibt es seit 1920, wegen des Polnisch-Sowjetischen Krieges konnte die erste polnische Meisterschaft erst im Jahr darauf ausgespielt werden, erster Sieger wurde MKS Cracovia Kraków. Rekordmeister mit 15 Titelgewinnen ist Legia Warschau. Daneben sind Górnik Zabrze, Ruch Chorzów, Wisła Krakau, Lech Posen,  Śląsk Wrocław die populärsten Vereinsmannschaften.
Der zweitwichtigste Fußballwettbewerb ist der Polnische Pokal (Puchar Polski), der nach einer einmaligen Durchführung 1926 und sechs Austragungen in den 1950er Jahren seit 1962 jährlich durchgeführt wird. Rekordsieger ist mit 20 Siegen Legia Warschau (Stand 2023). Zwischen dem Meister der Ekstraklasa und dem Gewinner des polnischen Pokals wird der polnische Superpokal (Superpuchar) ausgespielt.
2007 wurde die Młoda Ekstraklasa gegründet, eine Junioren-Fußballliga.
Im europäischen Vergleich ist die polnische Liga eher durchschnittlich, in der UEFA-Fünfjahreswertung erreicht die polnische Ekstraklasa nicht einmal einen Platz unter den besten 20 Fußballligen Europas (Platz 28, Stand 2022). Lediglich Górnik Zabrze stand 1970 einmal im Finale des Europapokals der Pokalsieger, Legia Warschau erreichte zweimal das Halbfinale eines Europapokals (1970 Europapokal der Landesmeister und 1991 Europapokal der Pokalsieger), Widzew Łódź einmal (1983 Europapokal der Landesmeister).
Des Weiteren konnte KS Polonia Bytom 1965 den weniger bedeutenden UEFA Intertotocup gewinnen. Außerdem scheiterten 1964 ebenfalls KS Polonia Bytom und 1998 KS Ruch Chorzów jeweils im Finale des UEFA Intertotocup.
So spielten in der Vergangenheit, wie auch heute, viele polnische Nationalspieler im Ausland.

## Das Ligasystem
| Ebene        | Liga                                                  | Liga                                                  | Liga                                                  | Liga                                                  | Liga                                                  | Liga                                                  | Liga                                                  | Liga                                                  | Liga                                                  | Liga                                                  | Liga                                                  | Liga                                                  |
| 1            | Ekstraklasa (18 Vereine)                              | Ekstraklasa (18 Vereine)                              | Ekstraklasa (18 Vereine)                              | Ekstraklasa (18 Vereine)                              | Ekstraklasa (18 Vereine)                              | Ekstraklasa (18 Vereine)                              | Ekstraklasa (18 Vereine)                              | Ekstraklasa (18 Vereine)                              | Ekstraklasa (18 Vereine)                              | Ekstraklasa (18 Vereine)                              | Ekstraklasa (18 Vereine)                              | Ekstraklasa (18 Vereine)                              |
| 2            | I Liga (18 Vereine)                                   | I Liga (18 Vereine)                                   | I Liga (18 Vereine)                                   | I Liga (18 Vereine)                                   | I Liga (18 Vereine)                                   | I Liga (18 Vereine)                                   | I Liga (18 Vereine)                                   | I Liga (18 Vereine)                                   | I Liga (18 Vereine)                                   | I Liga (18 Vereine)                                   | I Liga (18 Vereine)                                   | I Liga (18 Vereine)                                   |
| 3            | \| II Liga \| \| (18 Vereine) \|                      | \| II Liga \| \| (18 Vereine) \|                      | \| II Liga \| \| (18 Vereine) \|                      | \| II Liga \| \| (18 Vereine) \|                      | \| II Liga \| \| (18 Vereine) \|                      | \| II Liga \| \| (18 Vereine) \|                      | \| II Liga \| \| (18 Vereine) \|                      | \| II Liga \| \| (18 Vereine) \|                      | \| II Liga \| \| (18 Vereine) \|                      | \| II Liga \| \| (18 Vereine) \|                      | \| II Liga \| \| (18 Vereine) \|                      | \| II Liga \| \| (18 Vereine) \|                      |
| 4            | III Liga (je 16 Klubs in vier regionalen Staffeln)    | III Liga (je 16 Klubs in vier regionalen Staffeln)    | III Liga (je 16 Klubs in vier regionalen Staffeln)    | III Liga (je 16 Klubs in vier regionalen Staffeln)    | III Liga (je 16 Klubs in vier regionalen Staffeln)    | III Liga (je 16 Klubs in vier regionalen Staffeln)    | III Liga (je 16 Klubs in vier regionalen Staffeln)    | III Liga (je 16 Klubs in vier regionalen Staffeln)    | III Liga (je 16 Klubs in vier regionalen Staffeln)    | III Liga (je 16 Klubs in vier regionalen Staffeln)    | III Liga (je 16 Klubs in vier regionalen Staffeln)    | III Liga (je 16 Klubs in vier regionalen Staffeln)    |
| 5            | IV Liga (je 16 Klubs in sechzehn regionalen Staffeln) | IV Liga (je 16 Klubs in sechzehn regionalen Staffeln) | IV Liga (je 16 Klubs in sechzehn regionalen Staffeln) | IV Liga (je 16 Klubs in sechzehn regionalen Staffeln) | IV Liga (je 16 Klubs in sechzehn regionalen Staffeln) | IV Liga (je 16 Klubs in sechzehn regionalen Staffeln) | IV Liga (je 16 Klubs in sechzehn regionalen Staffeln) | IV Liga (je 16 Klubs in sechzehn regionalen Staffeln) | IV Liga (je 16 Klubs in sechzehn regionalen Staffeln) | IV Liga (je 16 Klubs in sechzehn regionalen Staffeln) | IV Liga (je 16 Klubs in sechzehn regionalen Staffeln) | IV Liga (je 16 Klubs in sechzehn regionalen Staffeln) |
| 6            | Klasa okręgowa (auf Kreis-Ebene)                      | Klasa okręgowa (auf Kreis-Ebene)                      | Klasa okręgowa (auf Kreis-Ebene)                      | Klasa okręgowa (auf Kreis-Ebene)                      | Klasa okręgowa (auf Kreis-Ebene)                      | Klasa okręgowa (auf Kreis-Ebene)                      | Klasa okręgowa (auf Kreis-Ebene)                      | Klasa okręgowa (auf Kreis-Ebene)                      | Klasa okręgowa (auf Kreis-Ebene)                      | Klasa okręgowa (auf Kreis-Ebene)                      | Klasa okręgowa (auf Kreis-Ebene)                      | Klasa okręgowa (auf Kreis-Ebene)                      |
| 7            | Klasa A                                               | Klasa A                                               | Klasa A                                               | Klasa A                                               | Klasa A                                               | Klasa A                                               | Klasa A                                               | Klasa A                                               | Klasa A                                               | Klasa A                                               | Klasa A                                               | Klasa A                                               |
| 8            | Klasa B                                               | Klasa B                                               | Klasa B                                               | Klasa B                                               | Klasa B                                               | Klasa B                                               | Klasa B                                               | Klasa B                                               | Klasa B                                               | Klasa B                                               | Klasa B                                               | Klasa B                                               |
| 9            | Klasa C                                               | Klasa C                                               | Klasa C                                               | Klasa C                                               | Klasa C                                               | Klasa C                                               | Klasa C                                               | Klasa C                                               | Klasa C                                               | Klasa C                                               | Klasa C                                               | Klasa C                                               |
| II Liga      |                                                       |                                                       |                                                       |                                                       |                                                       |                                                       |                                                       |                                                       |                                                       |                                                       |                                                       |                                                       |
| (18 Vereine) |                                                       |                                                       |                                                       |                                                       |                                                       |                                                       |                                                       |                                                       |                                                       |                                                       |                                                       |                                                       |

## Fans, Hooligans und Korruption
Der polnische Profifußball hat einerseits mit dem Verdacht massiver Manipulationen im Spielbetrieb (ähnlich dem Hoyzer-Fall in der Bundesliga), andererseits mit einem gewaltigen Hooliganproblem zu kämpfen. Die Szene gewaltbereiter, teils rechtsextremer Fans in Polen gilt als eine der größten in Europa. Zur Fußball-Weltmeisterschaft 2006 in Deutschland wurde mit bis zu 3000 gewaltbereiten Hooligans aus Polen gerechnet, allerdings kam es aufgrund des harten Durchgreifens von deutschen und polnischen Polizisten nur am Rande des Spiels zwischen Deutschland und Polen in Dortmund zu gewalttätigen Ausschreitungen. Das Hooliganproblem hat sich in den letzten Jahren stark verkleinert, so dass nur Hooligangruppierungen einzelner Vereine auffallen. In Stadien ist die Hooliganszene nahezu nicht mehr vertreten. Die Fankurven sind sehr farbenfroh und oftmals gibt es aufwändige Choreographien zu sehen.
In einer Korruptionsaffäre der polnischen Fußballliga waren unzählige Vereine der Ekstraklasa und der 1. polnischen Liga (also der zweithöchsten Spielklasse) verwickelt. Vereine wie Zagłębie Lubin, Widzew Łódź, Zagłębie Sosnowiec, Arka Gdynia, Górnik Łęczna und KSZO Ostrowiec Świętokrzyski mussten in die 2. Liga zwangsabsteigen.